# باشگاه فوتبال اورنبورگ
باشگاه فوتبال اورنبورگ (روسی: ФК «Оренбург») یک باشگاه فوتبال در شهر اورنبورگ در کشور روسیه است. این باشگاه در لیگ برتر فوتبال روسیه بازی می‌کند. این باشگاه روسی در سال ۱۹۷۶ تأسیس شده‌است.

## بازیکنان ایرانی
محمد قربانی (از سال ۲۰۲۴-۲۰۲۵ )
سعید سحرخیزان (از سال ۲۰۲۴-۲۰۲۵ )

## کادر فنی کنونی
کادرفنی کنونی باشگاه (آخرین ویرایش ۱۰ ژوئیه ۲۰۲۴)
- سرمربی : دیوید دئوگراسیا
- دستیاران : ایلشات آیتکولوف، کنستانتین یملیانوف ، رادیک یاملیخانوف
- مربی دروازه‌بان ها : پلاتون زاخارچوک